# Austrocidaria anguligera
Austrocidaria anguligera är en fjärilsart som först beskrevs av Butler 1879a.  Austrocidaria anguligera ingår i släktet Austrocidaria och familjen mätare. Inga underarter finns listade i Catalogue of Life.